# Нисанов, Цви
Цви Ниса́нов (1881, Темир-Хан-Шура, Россия — 1966, Израиль) — активист еврейского ишува времен Османской империи и Британского мандата в Палестине, член организации Ха-шомер и один из первых узников ивр.  המחתרת היהודית ‎ («Ха-махтерет ха-йегудит», «Еврейского подполья»).
Цви Нисанов родился в бедной семье горских евреев Шимона и Шушаны Нисановых в дагестанском городе Темир-Хан-Шура (сейчас — Буйнакск). Служил во время Русско-японской войны в рядах российской армии, но, следуя за братом Йехезкелем, в 1909 году вместе с матерью и женой Верой иммигрировал в Палестину из Баку. Семья Нисановых поселилась в Явниэле, где обзавелась небольшим домом и садом.
Цви по примеру брата поступил в «ха-Шомер» и охранял созданное еврейское поселение Месха (Кфар-Тавор) в Нижней Галилее.
Нисанов говорил по-турецки и при необходимости участвовал в переговорах с властями. Еврейским охранникам часто приходилось отражать нападения грабителей. В 1911 году в ходе одного из таких столкновений младший брат Нисанова Йехезкель погиб. В 1912 году Нисанов и его друг Хаим Штурман вступили в бой с арабскими грабителями, один из нападавших был убит. За превышение пределов необходимой самообороны Цви Нисанова приговорили к трем годам лишения свободы, но в тюрьме Акко он просидел около года и семи месяцев.
Когда турки вынудили жителей страны принять турецкое гражданство (получение турецкого гражданства или депортация из страны), Нисанов боролся за то, чтобы сохранить в стране как можно больше евреев. Он подделывал свидетельства и паспорта, которые освобождали евреев от призыва в турецкую армию.
Во время Первой мировой войны в рамках деятельности Ха-Шомера Цви занимался нелегальным накоплением оружия, помогал евреям избегать принудительных работ в турецкой армии. Тогда же Нисанов заболел туберкулезом. В период болезни служил «мухтаром» евреев Тверии. Через него проходили все переговоры между евреями и арабами. Нисанов был одним из основателей поселения Кфар-Гилади в 1916 году. Вскоре он был арестован по приказу военного коменданта Яффы Хасан Бека по подозрению в шпионаже и связях с организацией «Нили» и после пыток сослан в Хомс. Благодаря знанию языков и своим способностям в тюрьме он был лидером заключенных.
Нисанов вернулся в Палестину после войны и с членами «Гдуд Ха-авода» (Рабочего батальона имени  Трумпельдора) основал Эйн-Харод в 1921 году. В его обязанности входили отношения с соседними арабами и вопросы безопасности. Нисанов поступил на службу в британскую полицию в Галилее, как и некоторые из членов Ха-шомера.
Нисанов служил в британской полиции «политработником» и часто привлекался британцами для разрешения конфликтов между арабами.
Его жена и мать троих детей Вера все эти годы были рядом с ним. Во время создания электростанции «Рутенберг» в Нагарии Нисанов отвечал за её безопасность. Затем он переехал работать и жить в Хайфу. В Тверии, где в конце концов поселилась семья Нисановых, он основал пансионат «Хана», в котором принимал лидеров арабского населения, чтобы делать «сульху» (соглашение о мире).
Цви Нисанов умер в 1966 году и был похоронен на участке «Ха-шомер» кладбища Тель-Хай. На этом же кладбище похоронена его жена Вера (1882—1932).